# EMD GP30

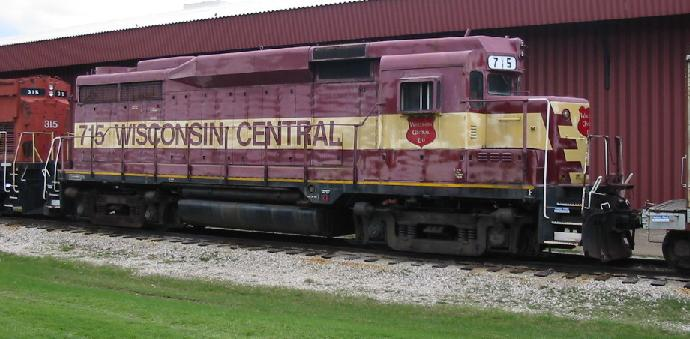
Wisconsin Central n°715 au National Railroad Museum à Green Bay, Wisconsin

La série EMD GP30 est une série de locomotives diesel-électrique 2 250 hp (1 680 kW) à quatre essieux (B-B), construite par General Motors Electro-Motive Division à La Grange, Illinois entre juillet 1961 et en novembre 1963. Un total de 948 unités ont été construites pour les chemins de fer des États-unis et du Canada (2 seulement), incluant 40 unités B pour l'Union Pacific Railroad.
Il s'agit de la première série de locomotive diesel dite de « deuxième génération » produite par EMD. Elle a été produite en réponse à l'accroissement de la concurrence venant de la série U25B de General Electric, qui était sorti à peu près en même temps que le GP30. Le GP30 est facilement reconnaissable en raison de son haut profil et le toit de sa cabine en forme d'escalier, unique parmi les locomotives Américaines. Un certain nombre sont encore en service aujourd'hui, dans leur forme originale ou dans une version reconstruite.

## Historique

### Développement

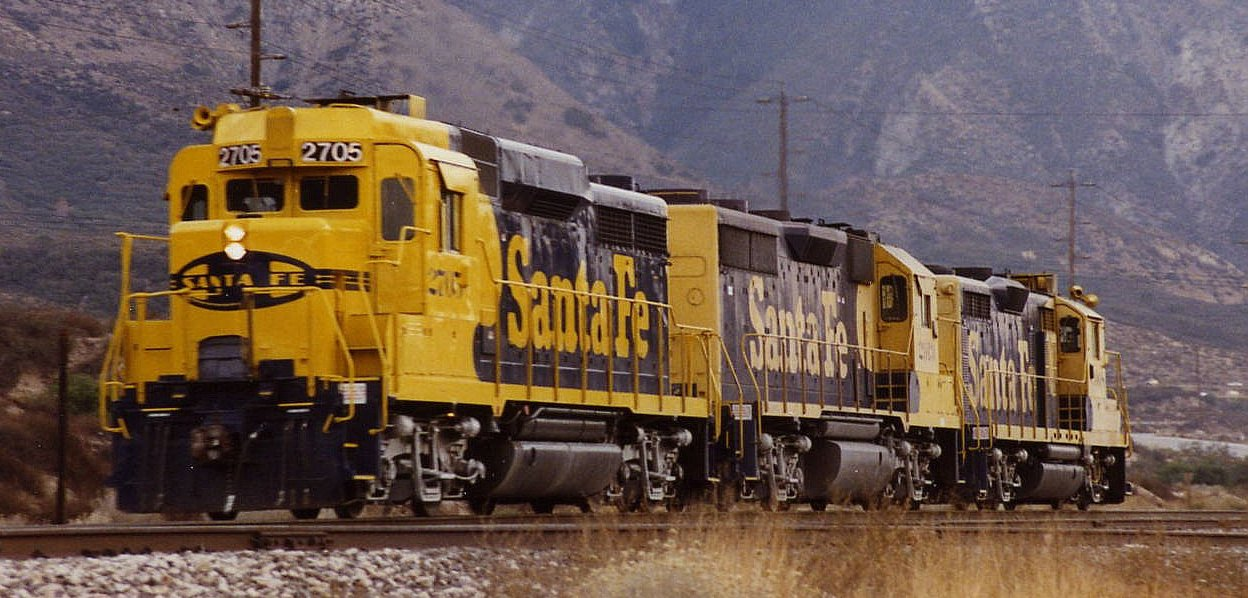
Une GP30 suivie d'une GP35 et d'une GP20 sur la Cajon Pass (Californie) à la fin des années 1980.

Le GP30 a été conçu par la nécessité de répondre au nouveau concurrent de GE, le U25B. Le U25B offre une puissance de 2 500 hp (1 860 kW), tandis que l'EMD GP20 a un moteur principal, le 567D2, évalué à 2 000 hp (1 490 kW). Le U25B présente également un long capot, scellé et étanche, avec une seule admission d'air électrique à inertie pour le refroidissement, avec un système de refroidissement sous pression qui éloigne la poussière du moteur et des équipements annexes. Enfin, l'ensemble de la conception de GE de la conception a été optimisée pour la facilité d'accès et d'entretien. Les démonstrateurs du U25B ont reçu beaucoup d'éloges (et des commandes) des chemins de fer qui l'ont testé. Au même moment, ALCO produit une locomotive de 2400 hp (1 800 kW) depuis 1959, le RS-27, qui ne se vend pas bien.
Le département d'ingénierie de EMD a poussé leurs systèmes de traction à courant continu pour obtenir un supplément de 250 hp (186 kW). Cette puissance de 2 250 hp (1 680 kW) n'était pas tout à fait équivalente aux offres de GE et d'ALCO, mais EMD espérait que la familiarité des chemins de fer avec le matériel EMD améliorerait leurs chances. La locomotive, équipée du moteur à 16 cylindres 567D3, est améliorée en suivant l'exemple de la U25B : capot long scellé, prise d'air centrale, et une conception facilitant l'entretien. Le châssis et les bogies de la GP20 sont repris ; l'équipement supplémentaire pour le système d'air centralité ont besoin de plus d'espace derrière la cabine, et sachant que la locomotive n'allait pas être allongé, l'espace a été gagné à la verticale par le relèvement de la hauteur de la locomotive, pour donner de la place au système d'air central, au turbocompresseur et à une armoire électrique derrière la cabine. Cette hauteur supplémentaire derrière la cabine signifie que le style de châssis utilisé pour les précédents unités GP n'a plus adapté.
EMD souhaitait cette nouvelle locomotive comme était visiblement moderne et au goût du jour, ils se sont donc tournés vers le bureau de design de GM Automobile Centre à Troy, Michigan, pour obtenir de l'aide. L'automobile stylistes ont créé le style caractéristique « à bosse » du GP30 son le profil du toit de la cabine. La bosse-comme renflement commencé à l'avant de la cabine et enveloppé les prises d'air pour le système d'air et la dynamique de freinage blister. Les unités commandées sans freins dynamiques ont la même forme, mais n'ont pas les briques destinées à refroidir les freins dynamiques.
Une version à nez haut peut être commandé, mais seuls le Norfolk and Western Railway et le Southern Railway ont reçu de telles unités. EMD a prévu à l'origine que le nom de la locomotive soit la GP22, mais le département marketing a décidé de faire l'impasse sur la numérotation habituelle de GE afin de donner l'impression que la nouvelle locomotive est plus avancée[réf. souhaitée].

### Ventes et service
Les GP30 réussissent à riposter à l'offre de GE et EMD conserve ainsi sa position dominante sur le marché des machines diesel en Amérique du Nors. Alors que les GP30 sont de plus faible puissance par rapport aux machines concurrentes GE et ALCO, la solidité et la fiabilité de la GP30 — et la familiarité des chemins de fer avec la mécanique EMD — fait qu'en fin de compte EMD remporte de nombreuses commandes. 948 unités ont ainsi été vendues, en comparaison à 476 U25B. En outre, la GP30 n'est vendue que jusqu'à la fin de 1963, alors que le U25B reste disponible jusqu'en 1966.

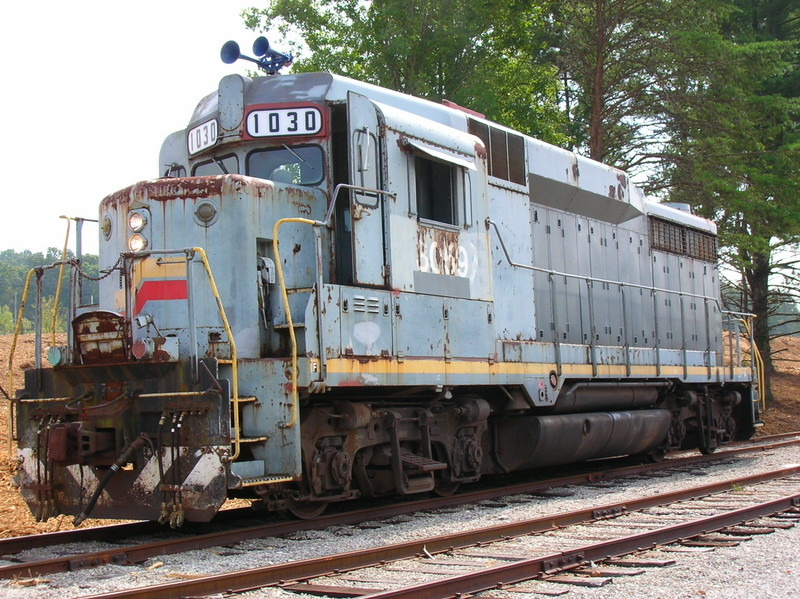
Un EMD GP30, initialement détenue par le Louisville and Nashville Railroad — Oak Ridge, TN.

La plupart des grands chemins de fer ont commandé des GP30, ainsi que de nombreuses petites compagnies. Les plus grosses commandes provenaient de la Southern Railway (120), de l'Union Pacific (111), de l'ATSF (85), et du Baltimore & Ohio (77).
Le seul acheteur d'unités B (qui au milieu des années 1960 est en général une conception obsolète) a été l'Union Pacific, qui a conservé l'utilisation de ces machines complémentaires sans cabine plus longtemps que les autres compagnies. Huit de ces GP30B ont été équipés de générateurs de vapeur pour le chauffage des trains de voyageurs, les seules GP30 à en recevoir. Avant la création de l'Amtrak, l'UP utilise un GP30 et deux GP30B équipées d'une telle chaudière sur les trains de passagers lorsque aucune E8 ou E9 n'est disponibles.
Certaines unités pour le GM&O, MILW et SOO ont été construits avec des éléments ALCO et montées sur bogies ARR type B au lieu de la norme Blomberg Bs. Un véritable hommage à la qualité de conception de la série GP30 est le fait qu'un bon nombre de ces locomotives sont encore en service encore en 2015, soit une durée de vie de près de 50 ans, bien au-delà de la durée de vie de 25 à 30 ans pour la moyenne des locomotives diesel. En outre, à l'expiration de leur temps de service, certains chemins de fer ont choisi d'effectuer des reconstructions majeures de ces locomotives, plutôt que de les orienter vers la démolition.
Plus précisément, le Burlington Northern a reconstruit les unités GP30 (et GP35) selon les spécifications ultérieures des GP39. Ces reconstructions (connues sous le nom de GP39E, GP39M et GP39V) provenaient non seulement des rangs des unités que la BN avait héritées de sa propre fusion, mais aussi de l'Union Pacific, du Southern Pacific, du Seaboard Air Line Railroad et d'autres.
Le Chessie System a reconstruit ses GP30 en GP30Ms, et ces derniers ont été intégrés à CSX dans le milieu des années 1990, bien après que les GP30 du Seaboard System GP30s aient été vendues, mises à la retraite ou mises au rebut, ou converties en auxiliaires de traction.

## Acheteurs originaux
| Compagnie propriétaire                            | QuaQuantiténtity | Immatriculation  | Notes                                                                                      |
| ------------------------------------------------- | ---------------- | ---------------- | ------------------------------------------------------------------------------------------ |
| Electro Motive Division (démonstrateur)           | 2                | 5629             | devenu Union Pacific Railroad 875                                                          |
| Electro Motive Division (démonstrateur)           | 2                | 5639             | devenu Seaboard Air Line Railroad 534, puis Seaboard Coast Line Railroad 1343              |
| Alaska Railroad                                   | 1                | 2000             |                                                                                            |
| Atchison, Topeka and Santa Fe Railway             | 85               | 1200–1284        | versions reconstruites GP30u reconstruite aux ateliers de Cleburne, Texas                  |
| Atlantic Coast Line Railroad                      | 9                | 900–908          | devenues Seaboard Coast Line Railroad 1300–1308                                            |
| Baltimore and Ohio Railroad                       | 77               | 6900–6976        |                                                                                            |
| Chesapeake and Ohio Railway                       | 48               | 3000–3047        |                                                                                            |
| Chicago, Burlington and Quincy Railroad           | 38               | 940–977          | devenues Burlington Northern Railroad 2217–2254                                            |
| Chicago and Eastern Illinois Railroad             | 3                | 239–241          |                                                                                            |
| Chicago Great Western Railway                     | 8                | 201–208          | devenues Chicago & North Western Railway 802–809                                           |
| Chicago, Milwaukee, St. Paul and Pacific Railroad | 16               | 340–355          | équipées de bogies type B AAR. renumérotées ensuite 1000–1015                              |
| Chicago and North Western Railway                 | 14               | 810–832          |                                                                                            |
| Canadian Pacific Railway                          | 2                | 8200–8201        | Construites par General Motors Diesel (GMD) in London, Ontario. Renumérotées 5000–5001     |
| Denver and Rio Grande Western Railroad            | 28               | 3001–3028        |                                                                                            |
| Great Northern Railway                            | 17               | 3000–3016        | devenues Burlington Northern Railroad 2200–2216                                            |
| Gulf, Mobile and Ohio Railroad                    | 31               | 500–530          | équipées de bogies type B AAR                                                              |
| Kansas City Southern Railway                      | 20               | 100–119          |                                                                                            |
| Louisville and Nashville Railroad                 | 58               | 1000–1057        |                                                                                            |
| New York Central Railroad                         | 10               | 6115–6124        | devenues Penn Central 2188-2197, puis Conrail (même numéros)                               |
| New York, Chicago and St. Louis Railroad          | 10               | 900–909          | devenues Norfolk and Western 2900-2909                                                     |
| Norfolk and Western Railway                       | 44               | 522–565          | Versions à capot petit haut, opérées capot long en avant.                                  |
| Pennsylvania Railroad                             | 52               | 2200–2251        | devenues Penn Central 2200-2249, 2198, 2199, puis Conrail (même numéros)                   |
| Phelps Dodge Corporation                          | 9                | 24–32            | Pour la mine sur la New Cornelia Branch                                                    |
| Reading Railroad                                  | 20               | 5501–5520        | renumérotée 3600-3619; puis Conrail 2168-2187                                              |
| Seaboard Air Line Railroad                        | 34               | 500–533          | pour la Seaboard Coast Line Railroad 1309–1342                                             |
| Soo Line Railroad                                 | 22               | 700–721          | Équipées de bogies type B AAR. Dix-huit passées au Wisconsin Central Limited, même numéros |
| Southern Pacific Railroad                         | 8                | 7400–7407        |                                                                                            |
| Southern Railway                                  | 120              | 2525–2644        | Petit capot haut                                                                           |
| St. Louis Southwestern Railway                    | 10               | 750–759          |                                                                                            |
| Toledo, Peoria and Western Railway                | 1                | 700              |                                                                                            |
| Union Pacific Railroad                            | 111              | 700–735, 800–874 | Unités A                                                                                   |
| Union Pacific Railroad                            | 40               | 700 G–739B       | Unités B Huit dotés de générateurs de vapeur                                               |

### Reconstructions
Il est commun en Amérique du nord d'entièrement reconstruire une locomotive après un certain nombre d'années de service, pour l'aligner sur un nouveau modèle, plus avancé.
Le Burlington Northern Railroad est le plus vaste utilisateur de GP30 reconstruites. Du fait d'un besoin d'unités de faible puissance modernisées, le BN a envoyé des GP30 de sa flotte (et des unités achetées auprès d'autres chemins de fer) pour être reconstruites. Soixante-dix unités ont été envoyés à EMD, 65 à Morrison Knudsen (maintenant Washington Group International) et de 25 à VMV pour la reconstruction, connues respectivement comme les GP39E, GP39M, et GP39V. Les changements incluent de nouveaux générateurs, le système de contrôle électronique modulaire Dash-2 et les moteurs 567D3 mis à jour avec les éléments de puissance des EMD 645, évalué à 2 300 hp (1,720 kW) et désigné comme 12-645D3. Ces unités sont encore en service sur des lignes locales et de petites lignes tout au long du réseau du BNSF.
L'Atchison, Topeka and Santa Fe Railway (ATSF) a également effectué une mise à niveau du même type, dans ses ateliers de Cleburne, Texas, dépouillant les locomotives jusqu'au métal nu pour les reconstruire avec de nouveaux équipements. Les moteurs 567D3 ont été mis à niveau vers une puissance de 2500 chevaux par l'utilisation de moteurs EMD 645 de série. Les générateurs et les moteurs de traction ont été mis à jour et les équipements de contrôle électriques ont été remplacés. Les bogies ont reçu des roulements à rouleaux Hyatt et un système de freinage à simple accroche. Sur le toit, des climatiseurs et de nouvelles cornes ont été ajoutés. Les locomotives ont été repeintes avec la livrée jaune et bleu Yellowbonnet, et désignées GP30u (pour updraded). 78 de ces machines ont survécu jusqu'à la fusion avec la BNSF, et ont finalement été toutes vendues. En 2016, le BNSF et le Larry's Truck and Electric (LTEX) ont négocié 26 GP38 contre 24 GP30u Ex-ATSF pour leur programme de reconstruction GP39-3. La Reading Blue Mountain and Northern Railroad a acquis un total de 6 des anciennes BNSF/ATSF GP30u venant de LTEX et les désigne comme GP39RN.
Le Soo Line Railroad reconstruit trois GP30s avec des moteurs CAT 3515, évalué à 2 000 hp (1 490 kW). Ils sont désignés GP30C.

### Unités préservées
Selon le site de John Komanesky Preserved Diesels, 17 GP30s ont été conservés par une variété de musées, de sociétés et de chemins de fer touristiques. Un certain nombre de ces locomotives sont encore en condition opérationnelle. Aucun des unités B ont été conservés. La liste qui suit est une liste de GP30 conservées en Amérique du Nord.

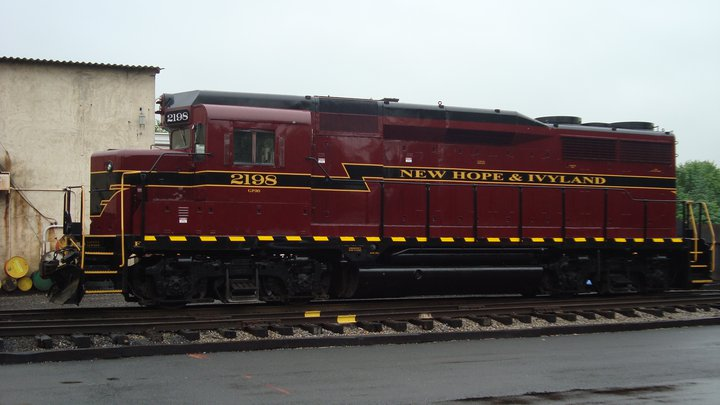
New Hope and Ivyland Railroad 2198

- Baltimore & Ohio n°6944 est préservée au B&O Railroad Museum in Baltimore, Maryland.
- Branson Scenic #99 est en opération au Branson Scenic Railway.
- Canadian Pacific #5000 (une des deux seules GP30 construites au Canada) est préservée dans son état de radiation au Alberta Railway Museum à Edmonton, Alberta.
- Conrail #2233, une machine provenant auparavant du PRR est au Railroad Museum of Pennsylvania.
- Cotton Belt #5006 est préservée au Arkansas Railroad Museum à Pine Bluff, Arkansas.
- Denver & Rio Grande Western #3011 est préservée au Colorado Railroad Museum à Golden, Colorado.
- New Hope & Ivyland #2198, une autre locomotive ex-Pennsylvania Railroad est utilisée quotidiennement pour tracter des trains touristiques à New Hope, Pennsylvania
- Nickel Plate Road #900 est préservée au Mad River & NKP Railroad Museum à Bellevue, Ohio.
- Nickel Plate Road #901 & Great Miami Railway #30 (ex-Nickel Plate 902) sont préservées et opérées par la Cincinnati Railway Company, le Lebanon Mason Monroe Railroad, et le Cincinnati Dinner Train.
- Norfolk & Western #522 est préservée en état de marche par le Roanoke Chapter de la National Railway Historical Society.
- Reading #5513, la première GP30 de série, est préservée par le Reading Company Technical & Historical Society à Hamburg, Pennsylvania. Opérationnelle dans les années 1980 et 1990, elle attend aujourd'hui une restauration.
- Soo Line #700 est préservée au Lake Superior Railroad Museum à Duluth, Minnesota, restaurée pour être utilisée par le North Shore Scenic Railroad.
- Soo Line #703 est préservée au Colfax Railroad Museum in Colfax, Wisconsin.
- Southern #2594 est préservée au Southeastern Railway Museum in Duluth, Georgia et est opérationnelle, actuellement prêtée au Tennessee Valley Railroad Museum
- Southern #2601 est préservée opérationnelle au North Carolina Transportation Museum à Spencer, North Carolina.
- Union Pacific #844 est préservée opérationnelle au Nevada State Railroad Museum à Boulder City, Nevada, aussi connu comme le Nevada Southern Railway.
- Union Pacific #849 est préservée opérationnelle au Western Pacific Railroad Museum à Portola, California
- Western Maryland #501 & 502 (ex-Pennsylvania Railroad et ex-Reading Company respectively) sont préservées en état de marche au Western Maryland Scenic.
- Wisconsin Central #715 est préservée au National Railroad Museum à Green Bay, Wisconsin.

### Autres références
1. ↑  « BN GP39m Rebuild Program », sur railsnorthwest.com (consulté le 27 mai 2018)
2. ↑  « RailPictures.Net Photo: CSXT 4203 CSX Transportation (CSXT) EMD GP30M at McKeesport, Pennsylvania by BurghMan », sur www.railpictures.net (consulté le 27 mai 2018)
3. ↑  « Roster », Reading Blue Mountain and Northern Railroad (consulté le 13 juillet 2017)